# Катовице
Катовѝце (на полски: Katowice; на немски: Kattowitz; на чешки: Katovice) е полски град, разположен на бреговете на реките Клодница и Рава, в южната част на Полша. Това е столицата на Силезкото войводство от създаването ѝ през 1999 г. Населението на града е 280 190 жители (към 31.12.2022 г.). Градът е обособен в отделен окръг (повят) с градска площ 164,64 км2. Катовице е център на Горносилезката метрополия.

## География
Катовице е разположен в източната част на Горна Силезия, на Катовицките възвишения, които са част от Силезийските възвишения. През града протичат реките Рава и Клодница.

## История
Мястото, където днес се намира Катовице, е завладяно от Полша през 10 век. Катовице е основан през 19 век. През 1865 г., докато е под пруска власт, получава статут на град.
От 1953 до 1956 г. носи името Сталиногрод.

## Население
Според данни от полската Централна статистическа служба, към 31 декември 2022 г. населението на града възлиза на 280 190 души. Гъстотата е 1701 души/км2.
Демография по-години:
- 1783 – 294 души
- 1845 – 1326 души
- 1870 – 6780 души
- 1910 – 43 173 души
- 1924 – 112 822 души
- 1939 – 134 000 души
- 1945 – 107 735 души
- 1950 – 175 496 души
- 1960 – 269 926 души
- 1970 – 305 000 души
- 1980 – 355 117 души
- 1987 – 368 621 души
- 1997 – 348 974 души
- 2008 – 309 621 души
- 2014 – 304 362 души

## Икономика
Катовице е един от най-важните градове в икономическо отношение в Полша, център на миннодобивната промишленост. В Катовице се намира централата на една от най-големите банки в Полша „ИНГ Банк“ (ING Bank Śląski)

## Туризъм
Катовице не е сред развитите в туристическо отношение градове в Полша. Сред забележителностите на града са:
- Спортната и концертна зала „Сподек“
- Най-голямата в Полша зоологическа градина
- Катедралата „Христос крал“
- Паметникът на силезийските въстаници

Между 7 и 10 август 2024 г. в Международния конгресен център в Катовице, разположен непосредствено до Спортната зала „Сподек“, се провежда 19-ото издание на годишната конференция „Уикимания“.

## Известни личности

### Родени в Катовице
- Курт Голдщайн (1878 – 1965 г.), невролог
- Мария Гьоперт-Майер (1906 – 1972 г.), физичка
- Роман Огаза (1952 – 2006 г.), полски футболист
- Ян Фурток (родена 1962 г.), полски футболист
- Йежи Кукучка (роден 24 март 1948 – починал 24 октомври 1989), полски алпинист

### Починали в Катовице
- Феликс Нец (1939 – 2015 г.), полски поет и драматург

### Други
- Калуди Калудов (роден 1953 г.), български оперен певец, преподава в града от 2003
- Войчех Киляр (1932 – 2014 г.), полски композитор, учи и преподава в града през 1948 – 1959

## Фотогалерия
- Улица „Маряцка“
- Силезийският университет
- Силезийският театър „Станислав Виспянски“
- Силезийският музей
- Спортна зала „Сподек“
- Епископският дворец
- Църква „Св. Мария“
- Силезкият сейм (парламент)

## Побратимени градове
- Кьолн (Германия)
- Гронинген (Холандия)
- Мишколц (Унгария)
- Мобил (САЩ)
- Оденсе (Дания)
- Острава (Чехия)
- Сент Етиен (Франция)
- Сейнт Франсис (САЩ)